# 東麗開発区駅
東麗開発区駅（とうれいかいはつく-えき）は中華人民共和国天津市東麗区に位置する天津地下鉄9号線の駅である。

## 駅構造
2階に改札口、3階にホームがある。ホームの形状は相対式2面2線。
| ホーム (3F) | 相対式ホーム               |
| ホーム (3F) | ←■9号線 中山門・天津駅方面 |
| ホーム (3F) | ■9号線 泰達・東海路方面→   |
| ホーム (3F) | 相対式ホーム               |

## 歴史
- 2004年3月28日 - 開業。

## 隣の駅
- ■9号線

新立駅 - 東麗開発区駅 - 小東荘駅
座標: 北緯39度04分42秒 東経117度21分04秒 / 北緯39.0783度 東経117.351度